# 蝶變
《蝶變》，是1979年上映的一部香港電影，為导演徐克的電影处女作，是香港新浪潮的代表作之一。
1970年代末湧起的新浪潮導演中，徐克在取材與風格上是最急激偏怪的一位。《蝶變》是號稱「未來主義」的武俠片，目的是與傳統敘事形式說再見。
2005年，本片獲香港電影金像獎協會票選為「最佳華語片一百部」之一。2011年，本片獲香港電影資料館列入「百部不可不看的香港電影」之一。

## 劇情
影片中方紅葉以第一人稱身份講述發生在沈家堡的蝴蝶殺人事件，但他不僅是個第一者──敘事者，同時也是第三者──旁觀者，他由沈家堡主請來偵查此事件，只是到最後「局外人變成局內人」。整個蝴蝶殺人事件，正是通過方紅葉的書生視野來陳述，而書生置身於武林恩怨的歷史紛亂中，就扮演既屬局中人，又是局外人的雙重角色。因此，雙重的敘事形式是此類電影的新嘗試。方紅葉除了上述的雙重角色，他似乎是更代表了作者（導演徐克）來詮釋江湖所具有的意義。劇中的方紅葉是一名書生，在「武林新世紀開始，七十二路鋒煙」之時，行走江湖，將所見的武林奇案記錄於《紅葉手札》中，成為黑白兩道相爭奪之書。 
在手札中，記載著一宗神秘的「殺人蝴蝶」事件，即武林重鎮沈家堡的死人，多與「殺人蝴蝶」有關。盜平南將軍墓的沈家堡老堡主之死就與「蝴蝶」有關，十年之後，又有人盜墓並被蝴蝶咬死。因此沈家堡堡主沈青即邀請方紅葉與七十二鋒煙的田風、青影子到堡中調查此事。當一行人來到沈家堡後，又相繼發生「蝴蝶」殺人事件，使堡中氣氛更加詭譎。最後，沈堡主竟然也死於蝴蝶之下，讓眾人十分不安，希望能夠將兇殺案盡快解決。但沈青的妻子執意要等到「天雷四相」的師兄弟三人（其中一人已死）到了之後，才能有所行動。一日，沈家堡的啞巴婢女阿知帶方紅葉到一間似為火藥庫的密室。此室引起方紅葉和青影子的疑心。天雷四相如期抵達沈家堡，但沈夫人卻遭到鐵甲人的莫名攻擊而死。在方紅葉與青影子細心地追查下，才發現原來鐵甲人即是沈青，而沈青又是天雷四相中已死的四師弟余真。
在六年前天雷堡為了完成殺傷力極大的火器，即派余真成立沈家堡秘密研製槍管的合金。火器完成後，余真為獨自稱霸武林，一手安排了「蝴蝶殺人事件」，引十方旗主田風除去其餘三相。最後方紅葉在偵破此事件後，也獨自離開，余真與田風為天下霸業，在堡中一決高下，眾人同歸於盡死於沈家堡，沈家堡與火器也毀了，僅方紅葉一人活著。在徐克的鏡頭下，方紅葉是一位孤伶漂泊的書生，亦是多篇載記江湖恩怨斷章的作者，且屢以秉公記錄江湖情事之無常而聞名。由書生角度作出的影像論述，江湖是不停地透過以冤報冤的暴力形式循環之地。雖然七十二路烽煙的田風最後戰勝天雷堡的余真，但勝者只是一時的，江湖中詭譎多變，無不敗的強者。

## 演員
| 演員   | 角色     | 粵語配音 | 備註                                                |
| 劉兆銘 | 方紅葉   | 馮錦倫   | 說書人，記錄武林事件                                |
| 黃樹棠 | 田風     | 朱子聰   | 七十二路烽煙之十色旗主                              |
| 米雪   | 青影子   | 何錦華   | 初踏武林之少女                                      |
| 張國柱 | 沈青     | 鄧榮銾   | 沈家堡堡主 真正身份為余真，天雷堡「天雷四相」之老四 |
| 陳琪琪 | 沈妻     | 盧素娟   | 御蝶術傳人                                          |
| 夏光莉 | 老十     | 曾慶珏   | 十色旗的紅旗主                                      |
| 周潤堅 | 白老三   | 黃允材   | 十色旗的白旗主                                      |
| 徐小玲 | 阿知     | (N/A)    | 啞巴，沈家堡僕婢                                    |
| 高雄   | 神火郭力 | 源家祥   | 天雷堡「天雷四相」之一                              |
| 王將   | 千力李劍 | 林保全   | 天雷堡「天雷四相」之一                              |
| 劉俊輝 | 毒黃蜂   | 丁羽     | 冒認姓徐，帶假「紅葉手扎」到紙廠者                  |

## 外部連結
- 香港影庫上《蝶變》的資料（繁體中文）
- 開眼電影網上《蝶變》的資料（繁體中文）
- 豆瓣电影上《蝶變》的資料 （简体中文）
- 时光网上《蝶變》的資料（简体中文）
- AllMovie上《蝶變》的资料（英文）
- 爛番茄上《蝶變》的資料（英文）
- 互联网电影数据库（IMDb）上《蝶變》的资料（英文）